# Florinda Cambria
Florinda Cambria (Varese, 5 aprile 1972) è una filosofa, traduttrice e saggista italiana.

## Biografia
Studiosa della vita e delle opere di Jean-Paul Sartre, ha tradotto alcune opere del pensatore francese. Docente di filosofia presso l'Università dell'Aquila e l'Università degli Studi dell'Insubria della sua città natale, è autrice di saggi oltre che filosofici anche sul teatro.

## Opere
- Corpi all'opera. Teatro e scrittura in Antonin Artaud, Milano, Jaca Book, 2001 ISBN 88-16-40543-0.
- Far danzare l'anatomia: itinerari del corpo simbolico in Antonin Artaud, Pisa, Edizioni ETS, 2007 ISBN 978-88-467-1739-9.
- La materia della storia. Prassi e conoscenza in Jean-Paul-Sarte, Pisa, Edizioni ETS, 2009 ISBN 978-88-467-2474-8.
- La sapienza del teatro: il canto del mondo, Milano, Albo Versorio, 2015 ISBN 978-88-97553-71-7.
- Leggere l'universale singolare di Sartre, Como, Ibis Edizioni, 2017 ISBN 978-88-7164-565-0.
- Antonin Artaud: il corpo esploso, Milano, Jaca Book, 2021 ISBN 978-88-16-41714-4.